# Waterways (Alberta)
Waterways és una localitat dins del Municipi Regional de Wood Buffalo al nord d'Alberta, Canadà. És un barri dins de l'àrea urbana de Fort McMurray al llarg del banc oest del Riu Clearwater, al sud de la confluència d'aquest riu amb el riu Athabasca.

## Història
El "Alberta and Great Waterways Railway" va ser estès a Waterways en 1921.
Waterways era el punt més al nord del ferrocarril nord-americà fins que el servei va ser estès a Hay River,(Territoris de Nord-oest).

## Demografia
La població del barri de Waterways en el cens municipal de Wood Buffalo de 2006 era de 750 habitants.

## Incendi
Durant l'Incendi forestal de Fort McMurray, Waterways va estar afectada de forma crítica. Segons informes de danys de l'incendi -a 4 de maig de 2016-, el 90% de les cases de Waterways s'havien perdut en l'incendi.